# Akihiro Nishimura
Akihiro Nishimura, född 8 augusti 1958 i Osaka prefektur, Japan, är en japansk tidigare fotbollsspelare.